# Haplochromis spekii
Haplochromis spekii is een straalvinnige vissensoort uit de familie van de cichliden (Cichlidae). De wetenschappelijke naam van de soort is voor het eerst geldig gepubliceerd in 1906 door George Albert Boulenger.
De soort komt voor in het Victoriameer in centraal Afrika. Er zijn geen gegevens over de grootte van de populatie voorhanden; daarom is de beschermingsstatus in 2015 op "onzeker" gezet. Eerder had ze de status "kritiek" en zelfs "uitgestorven" (in 1996). De soort werd bedreigd door de nijlbaars sedert die in het Victoriameer werd uitgezet, en ook door de verslechtering van de waterkwaliteit.